# Movie Greats of the 60s
Movie Greats of the 60s es un álbum de estudio de la cantante Connie Francis, publicado en julio de 1966 a través de MGM Records. Este álbum contiene canciones de las bandas sonoras de las películas más recientes en ese tiempo.

## Antecedentes
La grabación de las canciones presentes abarcó un período de más de un año, comenzando con la grabación de 24 de marzo de 1965 de "Forget Domani": la canción grabada más recientemente fue  "Somewhere, My Love (Lara's Theme)", grabada el 31 de mayo de 1966. Durante las sesiones, Francis trabajó con varios directores orquestales de renombre, tales como Frank De Vol, Benny Golson y Don Costa.
En mayo de 1967, Francis uso las reproducciones instrumentales de 9 de las canciones presentes en el álbum y sobre grabó las palabras en español. "Dance My Trouble Away", "I Will Wait for You", y "The Phoenix Love Theme (Senza fine)" fueron omitidas y no fueron grabadas en español. Añadiendo "Donde hay chicos" (ya grabada en 1960), la versión en español de "Where the Boys Are", la canción de título de la película de Francis del mismo nombre, un set de 10 canciones fueron compiladas y publicadas en 1967 bajo el nombre Grandes Exitos del Cine de los Años 60. Con el mismo diseño de portada, Grandes Exitos del Cine de los Años 60 fue prácticamente la edición en español de Movie Greats of the 60s con una lista de canciones ligeramente modificada.

## Lista de canciones
Créditos adaptados desde las notas del álbum.
| Lado uno |                                                              |                                                 |          |  |
| N.º      | Título                                                       | Escritor(es)                                    | Duración |  |
| 1.       | «Strangers in the Night» (de A Man Could Get Killed, 1966)   | Bert Kaempfert, Charles Singleton, Eddie Snyder | 3:02     |  |
| 2.       | «Call Me Irresponsible» (de Papa's Delicate Condition, 1963) | Jimmy Van Heusen, Sammy Cahn                    | 2:11     |  |
| 3.       | «I Will Wait for You» (de The Umbrellas of Cherbourg, 1964)  | Michel Legrand, Jacques Demy, Norman Gimbel     | 3:05     |  |
| 4.       | «You're Gonna Hear from Me» (de Inside Daisy Clover, 1965)   | André Previn, Dory Previn                       | 2:30     |  |
| 5.       | «Second Time Around» (de High Time, 1960)                    | Van Heusen, Cahn                                | 2:22     |  |
| 6.       | «Somewhere, My Love» (de Doctor Zhivago, 1965)               | Maurice Jarre, Paul Francis Webster             | 2:57     |  |

| Lado dos |                                                                            |                            |          |  |
| N.º      | Título                                                                     | Escritor(es)               | Duración |  |
| 1.       | «Dance My Trouble Away» (de Zorba the Greek, 1964)                         | Mikis Theodorakis          | 3:18     |  |
| 2.       | «The Shadow of Your Smile» (de The Sandpiper, 1965)                        | Johnny Mandel, Webster     | 2:54     |  |
| 3.       | «Wives and Lovers» (de Wives and Lovers, 1963)                             | Burt Bacharach, Hal David  | 2:56     |  |
| 4.       | «The Good Life» (de The Seven Deadly Sins, 1962)                           | Sacha Distel, Jack Reardon | 3:32     |  |
| 5.       | «The Phoenix Love Theme (Senza fine)» (de The Flight of the Phoenix, 1965) | Gino Paoli, Norman Newell  | 3:10     |  |
| 6.       | «Forget Domani» (de The Yellow Rolls-Royce, 1965)                          | Riz Ortolani, Newell       | 2:39     |  |